# 延斯·魏斯弗洛格
延斯·魏斯弗洛格（德語：Jens Weißflog，1964年7月21日—），德国男子跳台滑雪运动员。他曾代表东德和德国参加1984年、1988年、1992年和1994年冬季奥林匹克运动会跳台滑雪比赛，获得三枚金牌和一枚银牌。